# Чеде Филиповски
Чеде Филиповски – Даме (на македонска литературна норма: Чеде Филиповски – Даме) е комунистически партизанин и народен герой на Югославия.

## Биография
Чеде Филиповски е роден на 16 ноември 1923 година в Никифорово, тогава в Кралство СХС. Син е на Русе и Митра Филиповска. През 1941 година се присъединява към партизанското движение на ЮКП по време на Втората световна война. Става командир на 48-а македонска дивизия. Умира на 29 юни 1945 година при автомобилен инцидент край Радовиш. Посмъртно е обявен за народен герой в Социалистическа република Македония. На негово име са кръстени училища в Гостивар и Врабчище.